# Eurídice (mitologia)
|  | Per a altres significats, vegeu «Eurídice». |

Eurídice (en grec antic Εὐρυδίκη Eurydike,) era, en la mitologia grega, una dríada de Tràcia.
Un dia, quan passejava amb les seves companyes, les nereides, va conèixer Orfeu; tots dos es van enamorar, però el dia del casament Eurídice va patir un intent de segrest per part d'Aristeu, un pastor enemic d'Orfeu. Eurídice va fugir, però quan s'escapava va trepitjar sense adonar-se'n un escurçó. L'animal la va picar i això va causar-li la mort.
Orfeu, desesperat, va baixar a l'Hades a cercar-la. Quan hi va arribar, va demanar a Caront que el dugués amb la seva barca a l'altra banda de la llacuna Estígia, però Caront s'hi va negar. Orfeu va començar a tocar la seva lira, cosa que va fer que Caront obrís les portes de l'infern. Quan va arribar fins al déu Hades li va suplicar el retorn de la seva estimada; Hades també va cedir per l'encís de la lira d'Orfeu, però posant com a condició que Orfeu no hauria de contemplar el rostre d'Eurídice fins que no haguessin sortit de l'infern.
Orfeu va travessar tot l'Hades per sortir, però abans d'arribar a l'última porta no pogué contenir la impaciència i es girà per veure el rostre d'Eurídice. En aquest moment ella fou presa i convertida un altre cop en ombra, i ell fou expulsat de l'infern definitivament.
La història d'Orfeu i Eurídice formà part de l'argument de diverses òperes, com per exemple: Eurídice (1600), de Jacopo Peri, L'Orfeo (1609) de Claudio Monteverdi i Orfeu i Eurídice (1762) de Christoph Willibald Gluck.